# Sư Tông
Sư Tông (tiếng Trung: 师宗县), Hán Việt: Sư Tông huyện là một huyện thuộc địa cấp thị Khúc Tĩnh, tỉnh Vân Nam, Cộng hòa Nhân dân Trung Hoa. Huyện này có diện tích 2858 km2, dân số năm 2003 là 350.000 người. Chính quyền huyện đóng tại trấn Bàn Phụng. 

## Các đơn vị hành chính

### Trấn
- Đơn Phong (丹风镇)
- Hùng Bích (雄壁镇)

### Cáchương
- Trúc Cơ (竹基乡)
- Quỳ Sơn (葵山乡)
- Thái Vân (彩云乡)
- Long Khánh (龙庆乡)
- Ngũ Long (五龙乡)
- Cao Lương (高良乡)